# Wörpen
Wörpen è una frazione della città tedesca di Coswig (Anhalt), nella Sassonia-Anhalt.

Conta (2007) 266 abitanti.
Comprende la località di Wahlsdorf.

## Storia
Wörpen fu nominata per la prima volta nel 1317.

Costituì un comune autonomo fino al 1º gennaio 2008.